# Philipp Conrad Fabricius
Philipp Conrad Fabricius, ibland stavat Philipp Konrad Fabricius, född 2 april 1714 i Butzbach, död 19 juli 1774 i Helmstedt, var en tysk botaniker, läkare, apotekare och universitetslärare.
Auktorsnamnet Fabr. kan användas för Philipp Conrad Fabricius i samband med ett vetenskapligt namn inom botaniken; se Wikipediaartiklar som länkar till auktorsnamnet.